# Rod Woodson
Roderick Kevin Woodson (Fort Wayne, Indiana, 10 de marzo de 1965), más conocido como Rod Woodson, es un exjugador profesional estadounidense de fútbol americano que se desempeñó en la posición de cornerback y safety en la National Football League (NFL). Es miembro del Salón de la Fama del Fútbol Americano Profesional.

## Carrera
Woodson jugó como profesional diez temporadas en Pittsburgh Steelers (1987-1996), después pasó a San Francisco 49ers (1997), luego a Baltimore Ravens (1998-2001), posteriormente a Oakland Raiders, donde jugó dos temporadas (2002-2003), y fue el equipo en el que se retiró.

## Reconocimiento
El 8 de agosto de 2009, ingresó como miembro al Salón de la Fama del Fútbol Americano Profesional.